# بهريغو
بهريغو (بالسنسكريتية: भृगु)‏، (بالإنجليزية: Bhrigu)‏، كان ريشيًّا في الهندوسية. وأحد الحكماء السبعة العظماء، السابتاريشي، وواحد من البراجابتي الكُثر (ميسري الخلق) الذين خلقهم براهما. كن مُنجمًا تنبؤيًا، ووفقا لمانوسمريتي، كان مواطنا وعاش خلال فترة مانو، السلف الهندوسي للبشرية.